# Kamień runiczny z Istaby

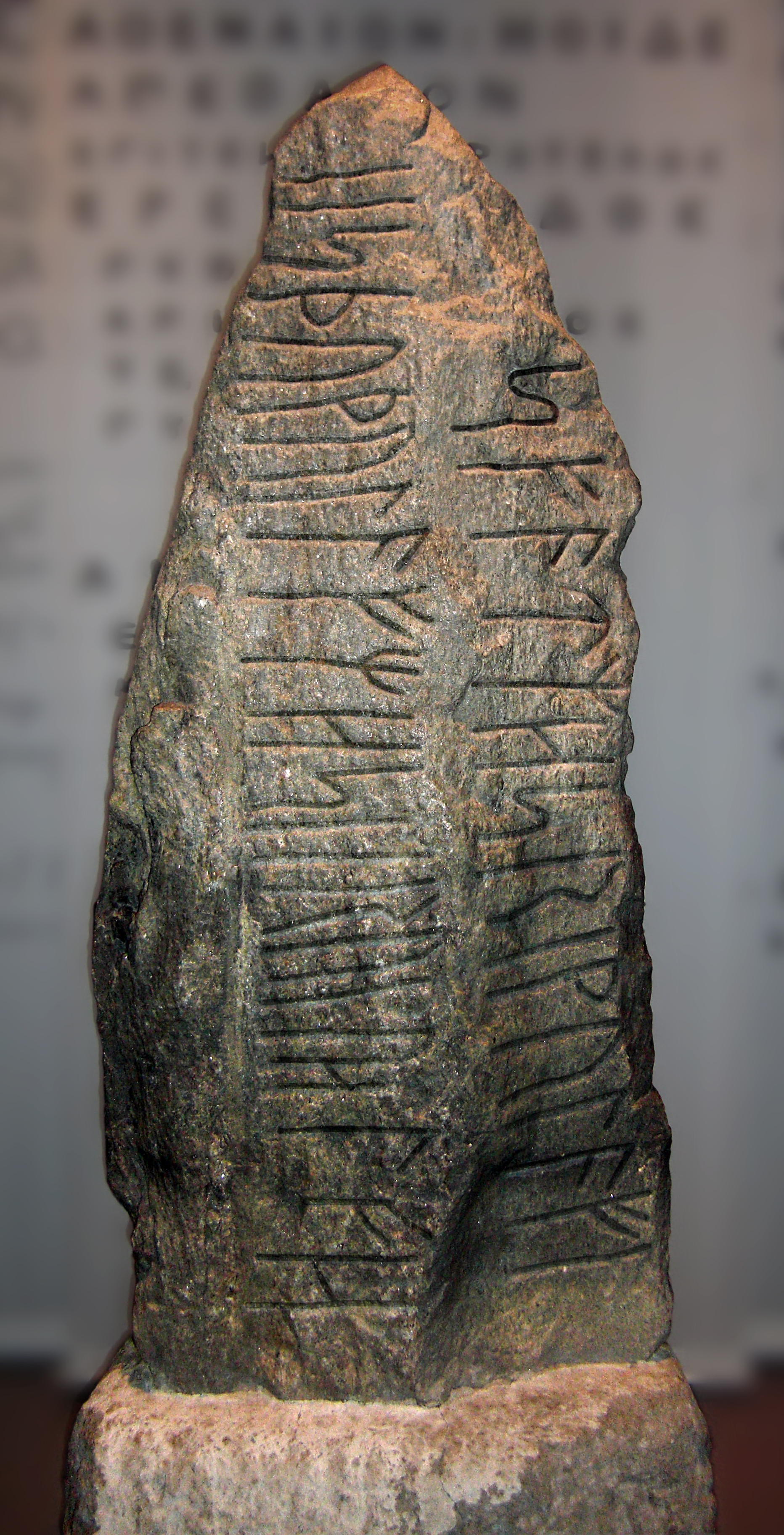
Kamień runiczny z Istaby

Kamień runiczny z Istaby (DR 359) – kamień runiczny pochodzący ze wsi Istaby w szwedzkiej prowincji Blekinge. Granitowy obelisk mierzy 180 cm wysokości. Pierwsza wzmianka na jego temat pochodzi z 1748 roku. Od 1878 roku przechowywany jest w zbiorach Statens historiska museum w Sztokholmie.
Zabytek pochodzi z pierwszej połowy VII wieku. Na jego powierzchni wyryta została inskrypcja runiczna o treści:
AfatR hAriwulafa
hAþuwulafR hAeruwulafiR
warAit runAR þAiAR
co znaczy: „Ku pamięci Hariwulafa. HaþuwolafR z rodu Haeruwulafa pisał te runy”.